# Capsicum caballeroi
Capsicum caballeroi ist eine Ende 2006 beschriebene Art aus der Gattung Paprika (Capsicum) in der Familie der Nachtschattengewächse (Solanaceae). Die Art wurde bisher nur in den bolivianischen Departamentos Santa Cruz und Cochabamba gefunden.

## Beschreibung
Capsicum caballeroi ist eine 1 bis 7 m hohe krautige Pflanze, ein Strauch oder kleiner Baum, dessen Sprossachse unbehaart oder nur leicht mit einfachen Trichomen besetzt ist. Der Sprossaufbau erfolgt sympodial. Jedes Sympodialglied trägt zwei Blätter, die an einem Knoten stehen. Diese stehen an 2 bis 8 mm langen Blattstielen, sind 2 bis 13 × 0,8 bis 4,2 cm groß, mehr oder weniger gleichförmig in Größe und Form und lanzettlich. Sie sind unbehaart oder an der der Blattachse abgewandten Seite der Mittelrippe spärlich mit 0,3 mm kurzen, einfachen Trichomen besetzt. Die Blattbasis ist zugespitzt bis spitz, etwas ungleichseitig, die Blattspitze ist spitz zulaufend, der Rand ist leicht nach oben eingerollt.
Die Blütenstände stehen in den Blattachseln und tragen ein bis zwei Blüten. Diese stehen an 20 bis 25 mm langen, sehr schlanken, unbehaarten, hängenden Blütenstielen, die sich mit der Fruchtreife auf 24 bis 45 mm verlängern. An der Basis besitzen die Blütenstiele einen Durchmesser von etwa 0,6 mm, am äußeren Ende beträgt er etwa 1,4 bis 1,8 mm. Der Kelch ist becherförmig, 2,5 mm lang, der Rand ist während der Blüte mit fünf 0,8 bis 1,8 mm langen Kelchzähnen besetzt. Während der Fruchtreife bilden sich alternierend dazu fünf weitere Anhänge aus, die etwas kürzer als die ersteren sind. Die Kelchzähne an der reifen Frucht haben eine Länge von (1) 3 bis 5 mm und sind leicht mit einfachen Trichomen besetzt. Die zitronengelbe, glockenförmige Blütenkrone hat einen Durchmesser von 4 bis 6 mm und ist 10,5 bis 13 mm lang. Die Kronröhre ist etwa 3 bis 6 mm lang, die nahezu dreieckigen, zugespitzten Kronlappen sind etwa 3 × 2 mm groß, sind achsabgewandt (abaxial) haarlos und an den Spitzen papillös. Die 4,5 mm langen Staubfäden sind etwa 1 mm über der Basis der Kronröhre mit der Blütenkrone verwachsen, an der Basis verbreitert, jedoch fehlen in der Krone die zwei Gewebeklappen oberhalb des Verwachsungspunktes, die bei anderen Arten der Gattung zu finden sind. Die gelben Antheren sind länglich und besitzen eine Größe von 2 bis 2,1 × 0,8 bis 0,9 mm und öffnen sich entlang der Längsachse (longitudinal). Der Fruchtknoten ist unbehaart, der Griffel ist etwa 6 × 0,25 mm groß, zylindrisch bis keulenförmig und ebenfalls unbehaart. Die Narbe ist gestutzt bis kopfförmig.
Die Frucht ist eine leuchtend rote, unbehaarte, kugelförmige Beere mit einem Durchmesser von 9 bis 11 mm. Zu drei Herbarexemplaren gibt es Angaben zur geschmacklichen Schärfe der Früchte: zwei Exemplare werden als scharf bezeichnet, die dritte als nicht scharf. In der Frucht befinden sich 5 bis 17 Samen, die 3,8 bis 4,2 × 3,2 mm groß, abgeflacht nierenförmig und blassgelb sind. Auf der Samenoberfläche befinden sich locker angeordnet feine Gruben.
Capsicum caballeroi wurde im April, Mai und November in Blüte und im Januar, März, Mai und November mit Früchten gefunden, es ist wahrscheinlich, dass sie das ganze Jahr über blüht und fruchtet.

## Areal und Standorte
Alle bekannten Exemplare der Pflanze wurden in den bolivianischen Provinzen Florida und Caballero im Departamento Santa Cruz und in der Provinz Carrasco des Cochabamba im dort befindlichen Nationalpark Carrasco gefunden. Der Fundort des Typus-Exemplars liegt etwa 10 km nördlich von Comarapa in einer Höhe von 2400 bis 2500 m, die Pflanze wurde dort zwischen dem 7. und 10. April 1994 gesammelt. Der vom Typus-Exemplar angefertigte Holotyp wird im „Herbario Del Oriente Boliviano“ der Universität Santa Cruz aufbewahrt, von der gleichen Pflanze stammende Isotypen existieren an der Universidad Nacional de Córdoba, im Missouri Botanical Garden, im New York Botanical Garden und in der Smithsonian Institution.
Die Standorte befinden sich in Wolken- und Nebelwäldern zwischen 1880 und 2600 m Höhe. Die Baumschicht besteht unter anderen aus Steineiben (Podocarpus)-Arten, Prumnopitys exigua, Weinmannia-Arten, Alnus acuminata subsp. acuminata sowie diversen Myrtengewächsen (Myrtaceae), beispielsweise Blepharocalyx salicifolius.

## Systematik
Phylogenetische Untersuchungen platzieren die Art innerhalb der Gattung Capsicum in eine bolivianische Klade, in der sich ebenfalls die Arten Capsicum coccineum, Capsicum ceratocalyx und Capsicum minutiflorum befinden. Die Gruppe zeichnet sich vor allem durch die gelben Blüten aus, die Arten besitzen jedoch starke Unterschiede in der Struktur der Blüten, den Blütenständen und den Früchten.

## Etymologie
Das Art-Epitheton ehrt den bolivianischen Botaniker Israel Gerardo Vargas Caballero für seine Bemühungen, wilde und domestizierte bolivianische Pflanzen besser bekannt zu machen. Obwohl grammatikalisch unkorrekt ist der Name ebenso ein Hinweis auf die Provinz Caballero, in der die meisten Exemplare der Pflanze gesammelt wurden.
Lokale Namen der Pflanze sind ají de monta und ulupica de yunga, was auch auf eine Ähnlichkeit mit anderen lokalen Capsicum-Arten hinweist: ají ist der gebräuchliche Name für kultivierte Paprika, als ulupica werden meist die wild gesammelten Früchte anderer Wildarten wie Capsicum eximium bezeichnet.